# Purwiany
Purwiany (lit. Purvėnai) − wieś na Litwie, w gminie rejonowej Soleczniki, 6 km na południowy wschód od Koleśników, zamieszkana przez 330 ludzi. Przed II wojną światową w Polsce, w powiecie lidzkim województwa nowogródzkiego.